# Viva e deixe viver
Viva e deixe viver (em inglês: live and let live; em francês: vivre et laisser vivre) foi o aumento espontâneo de comportamento cooperativo não agressivo que se desenvolveu durante a Primeira Guerra Mundial, especialmente durante períodos prolongados de guerra de trincheira no "Front'' Ocidental. Talvez um dos mais famosos exemplos seja a Trégua de Natal de 1914.
É um processo que pode ser caracterizado como a abstenção deliberada do uso de violência durante a guerra. Às vezes, ele assumiu a forma de tréguas ostensivas ou de pactos negociados localmente pelos combatentes. Em outros momentos, manifestou-se como um acordo tácito de comportamento — às vezes caracterizado como "deixar os cães dormindo"—com a qual ambos os lados se abstinham deliberadamente de atirar e de usar suas armas, ou de descarregá-las num ritual ou uma rotina de maneira que fosse sinalizada sua intenção não letal.

## Exemplos
Este comportamento foi encontrado em unidades militares de pequeno porte, tais como, seções, pelotões ou companhias, geralmente observadas pelas "outras patentes", por exemplo, soldados, cabos e sargentos. Exemplos foram encontrados em soldados durante a sentinela, recusando-se a atirar em soldados inimigos expostos, até franco-atiradores, grupos portando metralhadoras e até mesmo baterias de artilharia.
Comandantes de escalões superiores — tais como os de divisões, corpos de exército e exércitos—e suas equipes estavam cientes desta tendência à não agressão, e, por vezes, analisavam estatísticas dos baixas letais e não letais para detectá-lo. Os grupamentos e as patrulhas foram ordenadas a promover o correto "espírito ofensivo" das tropas.
O sistema de "Viva e deixe Viver" era frágil e facilmente interrompido à primeira ocorrência de uso de força letal, enfraquecendo-se cada vez mais com o avanço da guerra.

## Pesquisa
Tony Ashworth pesquisou este tópico baseado em diários, cartas e depoimentos de veteranos de guerra. Ele descobriu que o "viva e deixe viver" foi amplamente conhecido à época e era mais comum em determinadas épocas e lugares. A condição era frequentemente mais vivida e encontrada quando uma unidade havia sido retirada da combate ativo e havia sido enviada para descanso.

## Teoria dos jogos
Alguns estudiosos da teoria dos jogos, tais como Robert Axelrod, têm caracterizado o Viva e Deixe Viver como uma variante reafirmada e reiterada do dilema do prisioneiro. Axelrod vincula Viva e Deixe Viver à estratégia de cooperação referida como Tit for Tat.
A interpretação de Axelrod acerca do "Viva e Deixe Viver" como o "dilema do prisioneiro" foi contestada pelos cientistas políticos Joanne Gowa que em momentos distintos argumentaram que os pressupostos subjacentes ao dilema do prisioneiro não se sustentam nesse exemplo.